# Luna van Kampen
Luna van Kampen (Culemborg, 23 mei 2003), beter bekend onder haar artiestennaam LUNA, is een Nederlands singer-songwriter. In 2024 brak ze door met de single Dat is het leven, een hertaling van het nummer Birds of a Feather van Billie Eilish.

## Biografie
Van Kampen werd geboren in Culemborg. Al op jonge leeftijd begon ze met zingen en deed ze podiumervaring op. In 2021 begon Van Kampen met het plaatsen van covers op het platform TikTok. Voor deze covers haalde Van Kampen vooral inspiratie uit persoonlijke ervaringen. Deze combineert ze met klanken van bekende nummers.
In 2024 bracht Van Kampen het nummer Dat is het leven uit, een vertalende cover van Birds of a Feather van de Amerikaanse singer-songwriter Billie Eilish. Met dit nummer ging Van Kampen viraal. Op TikTok werd het nummer 1,9 miljoen keer beluisterd. Op 13 september 2024 werd Dat is het leven door Qmusic uitgeroepen tot de alarmschijf. Een week later kwam het nummer binnen op de 25ste plaats in de Nederlandse Top 40. Daarnaast werd Dat is het leven door NPO Radio 2  uitgeroepen tot TopSong.
Op 21 november 2024 bracht Van Kampen haar eerste volledig eigen single getiteld Bij deze uit. Tijdens de 3FM Awards 2025 werd de doorbraak van Van Kampen beloond met een Award in de categorie Beste nieuwkomer. In diezelfde week bracht Van Kampen met Liefste haar derde single uit. Deze wist een week later op de 39ste plek binnen te komen in de Nederlandse Top 40. In mei 2025 bracht Van Kampen samen met de Belgische singer-songwriter Metejoor het nummer Stuk uit. Drie maanden later volgde een nieuwe samenwerking, ditmaal met de Nederlandse rapper Russo, waarmee ze de single Voorbestemd uitbracht.

## Discografie

### Singles
| Lied                    | Verschijnen      | Album | Hitlijsten | Hitlijsten | Hitlijsten  | Hitlijsten  | Hitlijsten   | Hitlijsten   | Opmerkingen                       |
| Lied                    | Verschijnen      | Album | BE (VL)    | BE (VL)    | NL (Top 40) | NL (Top 40) | NL (Top 100) | NL (Top 100) | Opmerkingen                       |
| Lied                    | Verschijnen      | Album | Piek       | Weken      | Piek        | Weken       | Piek         | Weken        | Opmerkingen                       |
| ----------------------- | ---------------- | ----- | ---------- | ---------- | ----------- | ----------- | ------------ | ------------ | --------------------------------- |
| Dat is het leven        | 5 september 2024 |       | 7          | 4          | 10          | 10          | 10           | 11           | Alarmschijf TopSong Gouden status |
| Bij deze                | 25 november 2024 |       | —          | —          | tip3        | 9           | 58           | 1            |                                   |
| Liefste                 | 28 februari 2025 |       | —          | —          | 23          | 8*          | 14           | 9            |                                   |
| Stuk (met Metejoor)     | 28 februari 2025 |       | 5          | 6*         | tip13       | 5           | —            | —            |                                   |
| Voorbestemd (met Russo) | 15 augustus 2025 |       |            |            | tip30       | 1           |              |              |                                   |